# Dalian Atkinson
Pour les articles homonymes, voir Atkinson.
Dalian Atkinson, né le 21 mars 1968 à Shrewsbury (Shropshire) et mort le 15 août 2016 à Telford (Shropshire), est un footballeur anglais qui jouait au poste d'avant-centre.
Son décès intervient à la suite d'un grave incident avec deux policiers anglais, dont un est reconnu en 2019 coupable d'homicide involontaire, et condamné en 2021 pour homicide involontaire.

## Biographie

### Carrière de joueur
Dalian Atkinson commence sa carrière en 1985 à Ipswich Town. Il fait ses débuts avec l'équipe première en mars 1986 lors d'un match de First Division sur la pelouse de Newcastle (défaite 3-1). Deux ans plus tard, il marque ses premiers buts en faveur d'Ipswich face à Barnsley.
En juillet 1989, il rejoint Sheffield Wednesday et retrouve la première division anglaise. Il inscrit 10 buts et joue un rôle important dans le maintien du club en première division.
À l'issue de la saison, il rejoint la Real Sociedad, dont il devient le premier joueur noir, qui ne comptait jusqu'à récemment que des joueurs basques dans son effectif. Pour sa technique de course languissante, il est surnommé El Txipirón (le calamar) par les supporters du club.
Un an plus tard, il retourne en Angleterre en signant à Aston Villa. Pour la première saison de première division anglaise sous l'appellation Premier League, Villa termine à la deuxième place du classement, porté par son duo d'attaque composé d'Atkinson et de Dean Saunders. Le 3 octobre 1992, il inscrit un but en solitaire face à Wimbledon, qui sera élu plus beau but de la saison. En 1994, il remporte la Coupe de la Ligue (victoire 3-1 face au Manchester United de Cantona, Keane ou encore Giggs), pour ramener un premier trophée au club depuis 1982.
Après une série de blessures, il se relance à Fenerbahçe, où il est barré par la concurrence d'Emil Kostadinov.
À l'hiver 1996, il réalise un essai non concluant au FC Metz, afin de remplacer Mariano Bombarda.
Il joue aussi pour six mois à Manchester City, avant de partir en Arabie Saoudite (à l'Ittihad FC) et en Corée du Sud (au Daejeon Citizen et au Jeonbuk Hyundai Motors) pour terminer sa carrière.
Il crée en fin de carrière Players Come First, une agence de conseil pour les jeunes joueurs, les clubs et les agents.

### Décès et affaire
Dalian Atkinson meurt d'une attaque cardiaque dans la nuit du 14 au 15 août 2016 après avoir été touché par un taser de la police près de son domicile à Telford,. Alors qu'Atkinson, à proximité du domicile de son père, semble être en proie à une crise de démence, potentiellement due à une consommation récente de drogue, la police est alertée. Deux policiers sont mandatés pour l'intervention, Benjamin Monk et Mary Ellen Bettley-Smith. Il subit notamment de la part de Monk une décharge électrique de 33 secondes, alors que le temps préconisé est de 5 secondes, ainsi que deux coups de pied au visage. Bettley-Smith frappe quant à elle Atksinon au sol avec une matraque. Atkinson décède d'un arrêt cardiaque lors de son transfert à l’hôpital.
Le lendemain de sa mort, Aston Villa reçoit Huddersfield et de nombreuses banderoles d’hommage sont déployées dans le stade. À la 10e minute, le stade lui rend aussi hommage en applaudissant longuement Dalian Atkinson, dont la photo est visible sur l’écran géant.
Benjamin Monk, le policier à l'origine du coup de taser, est inculpé pour meurtre en novembre 2019.
Le mercredi 23 juin 2021, Benjamin Monk est reconnu coupable d'homicide involontaire par la Cour suprême de Birmingham. Il est le premier officier condamné pour homicide involontaire dans l'exercice de ses fonctions depuis 30 ans en Angleterre. Mary Ellen Bettley-Smith, devra à nouveau se présenter face au tribunal avant de connaître son sort.

## Palmarès
- Aston Villa
  - Vainqueur de la Coupe de la Ligue anglaise en 1994
  - Plus beau but de la saison 1992-1993 de Premier League